# Arconsat
Arconsat ist eine französische Gemeinde im Département Puy-de-Dôme in der Region Auvergne-Rhône-Alpes. Sie gehört zum Arrondissement Thiers und zum Kanton Thiers (bis 2015: Kanton Saint-Rémy-sur-Durolle). Die Kommune hat 576 Einwohner (Stand: 1. Januar 2022).

## Lage und Verkehr
Arconsat liegt etwa 50 Kilometer ostnordöstlich von Clermont-Ferrand und am Rande der Berge des Forez. Umgeben wird Arconsat von den Nachbargemeinden Saint-Priest-la-Prugne im Norden und Nordosten, Chausseterre im Osten, Les Salles im Südosten, Chabreloche im Süden und Südwesten sowie Celles-sur-Durolle im Westen und Nordwesten.
Arconsat ist heute Bestandteil des Regionalen Naturparks Livradois-Forez.

## Bevölkerungsentwicklung
| Jahr                       | 1962 | 1968 | 1975 | 1982 | 1990 | 1999 | 2006 | 2012 |
| Einwohner                  | 787  | 815  | 782  | 779  | 724  | 717  | 667  | 633  |
| Quellen: Cassini und INSEE |      |      |      |      |      |      |      |      |

## Sehenswürdigkeiten
- Kirche Saint-Blaise
- Sogenannte „Druidensteine“